# N・D・クズネツォフ記念サマーラ科学技術複合
株式会社「N・D・クズネツォフ記念サマーラ科学技術複合」(ロシア語:АО «Самарский научно-технический комплекс имени Н. Д. Кузнецова»)は、ロシア連邦のサマーラに所在するエンジン関連企業である。略称はAO N・D・クズネツォフ記念SNTK(АО «СНТК им. Н. Д. Кузнецова»)。ニコライ・ドミトリエヴィチ・クズネツォフが率いていたことから、日本ではクズネツォフ設計局なる名称で知られるが、この企業が「設計局」を称していたことは一度もない。

## 概要
1946年、戦時中にキエフからモスクワ、そしてクーイブィシェフ市(現在のサマーラ市)に疎開していたS・M・キーロフ記念第145工場(Завод №145 имени С. М. Кирова、キエフ時代はアルチョーム記念工場)を基に、クーイブィシェフでソ連航空産業省第2国営連邦試験工場(Государственный Союзный Опытный завод №2 Министерства авиационной промышленности СССР)が設立された。この工場は、航空用ターボジェットエンジンとターボプロップエンジンの開発が命じられていた。1949年にはニコライ・ドミトリエヴィチ・クズネツォフが主要技師に任命され、のち主任技師となった。
1953年には、第276国営連邦試験工場(Государственный Союзный опытный завод №276)へ改名された。1957年には、レーニン勲章を受けた。1967年6月には、第276工場はソ連航空産業省クーイブィシェフ・エンジン工場(Куйбышевский моторный завод Министерства авиационной промышленности СССР)に改称された。
1981年7月には、航空産業省の政令によりクーイブィシェフ科学製造合同「トルート(労働)」(Куйбышевское научно-производственное объединение «Труд»)が結成され、クーイブィシェフ・エンジン工場はそこへ編入された。合同には、他にクーイブィシェフ機械製作設計局とカザン所在のカザン機械製作試作設計局が統合された。ニコライ・クズネツォフは、その責任者に就任した。
1991年1月25日には、サマーラ国営科学製造企業「トルート」(Самарское Государственное научно-производственное предприятие «Труд»)となり、SGNPP「トルート」(СГНПП «Труд»)の略称で知られた。
ソビエト連邦の崩壊後はロシア連邦の企業となり、1993年にはエヴゲーニイ・グリツェンコが社長に就任した。1994年6月には株式会社に転換し、企業名も株式会社「サマーラ科学技術複合「ドヴィガーテリNK」」(АО «Самарский научно-технический комплекс „Двигатели НК“»)に改められた。 「ドヴィガーテリNK」とは、「ニコライ・クズネツォフのエンジン」という意味である。略称はAO SNTK「ドヴィガーテリNK」(АО СНТК «Двигатели НК»)であった。
1996年1月には、現行のN・D・クズネツォフ記念サマーラ科学技術複合に改称した。

## エンジン
最初に手がけたNK-12ターボプロップエンジンは1952年、ツポレフTu-95爆撃機に搭載された。このエンジンは15000馬力で当時のいかなる西側のターボプロップエンジンよりも高出力だった。アントノフAn-22軍用輸送機にも搭載された。
クズネツォフはイリューシンIl-62やツポレフTu-154旅客機に搭載された推力20000ポンド(90kN)のNK-8ターボファンエンジンやアフターバーナーを搭載したNK-144をツポレフTu-22M爆撃機や初期の超音速旅客機Tu-144向けに開発した。
最も高出力のエンジンはTu-160爆撃機に搭載されたNK-32である。アフターバーナー使用時の推力は245kNである。
同様に原子力エンジンである NK-14はTu-95爆撃機の改造であるツポレフ Tu-119原子力飛行機の動力である。
ソビエト連邦の崩壊によりNK エンジンズ カンパニーになった。
1959年、セルゲイ・コロリョフはクズネツォフにロケットエンジンの製造を打診した。NK-9は最初の二段燃焼サイクルのロケットエンジンでGR-1核軌道周回機の動力として設計された。より大型のNK-15はソビエトの月ロケットであるN-1ロケット用に設計された。これらのエンジンの強化型であるNK-33とNK-43はこれまで製造された最高の性能のエンジンと主張されている。

## 開発したエンジン
- クズネツォフ NK-8ターボファン

イリューシン Il-62の原型機,A-90 オルリョーノク エクラノプランとツポレフ Tu-154AとB型
- クズネツォフ NK-12同軸反転型ターボプロップ

全てのツポレフ Tu-95派生型, ツポレフ Tu-114, ツポレフ Tu-126, アントノフ An-22 とA-90 オルリョーノク エクラノプラン
- クズネツォフ NK-14原子力エンジン

ツポレフ Tu-95の改良型試作機ツポレフ Tu-119原子力飛行機の動力
- クズネツォフ NK-86ターボファン

NK-8の更新型, イリューシン Il-86と水素と液化天然ガスを燃料とするツポレフ Tu-155の動力
- クズネツォフ NK-87ターボジェット

903型ミサイルエクラノプラン (ルー二型)
- クズネツォフ NK-144アフターバーナー付ターボファン

初期のツポレフ Tu-144 超音速輸送機の動力
- クズネツォフ NK-32アフターバーナー付ターボファン

ツポレフ Tu-160と後期型のツポレフ Tu-144の動力
- NK-9

クズネツォフで最初に作られた二段燃焼サイクルの液体燃料ロケットエンジン。
- NK-15

ロケットエンジン。当初N-1ロケットに使用された
- NK-33

N-1ロケットの1段用ロケットエンジン
- NK-43

N-1ロケットの上段用ロケットエンジン。NK-33よりもノズルが長い